# Фридман, Луис
Луис Фридман (англ. Louis Friedman, род. 7 июля 1941, Кингстон, Нью-Йорк) — американский авиаконструктор. Он родился в Нью-Йорке и вырос в Бронксе. Доктор Фридман был соучредителем Планетарного общества вместе с Карлом Саганом и Брюсом С. Мюрреем.

## Образование и карьера
В 1961 году он получил степень бакалавра наук в области прикладной математики и инженерной физики в Висконсинском университете в Мэдисоне. В 1963 году он окончил Корнеллский университет со степенью магистра наук в области инженерной механики. В 1971 году он получил степень доктора философии в Департаменте аэронавтики и астронавтики Массачусетского технологического института, защитив диссертацию на тему «Извлечение научной информации из данных слежения за космическими аппаратами».
Он работал в отделе космических систем AVCO с 1963 по 1968 год. С 1970 по 1980 год он работал в Лаборатории реактивного движения (JPL), возглавляя передовые планетарные исследования и программу Марса после «Викинга». Другие проекты в JPL включают Mariner-Venus-Mercury, Planetary Grand Tour (Вояджер), орбитальный радар визуализации Венеры (зонд Магеллан), сближение кометы Галлея с солнечным парусом и программу исследования Марса.

## Проекты, публикации и выступления
- Human spaceflight  : from Mars to the stars. Univ. of Arizona Press, Tucson 2015, ISBN 978-0-8165-3146-2.
- Star Sailing: Solar Sails and Interstellar Flight, Louis Friedman, John Wiley & Sons Inc., 1988, ISBN 978-0-471-62593-3, 146 pgs.
- Директор проекта «Солнечный парус» Планетарного общества и космических исследований: Космос-1
- Участник технической группы по марсианскому воздушному шару и марсоходу для Планетарного общества
- Приглашён принять участие как в обзоре Конгресса, так и в административном обзоре американских и российских космических миссий[4]
- Слушания в Конгрессе по космосу-2004: Комитет Сената США по торговле, науке и транспорту[англ.] – NASA Future Space Mission
- ”Think Bigger About Mars” Louis Friedman, June 27, 2000
- ”A Space Nerd Responds” Louis Friedman, August 13, 2007
- ”Where will the Next 50 Years in Space Take Us? Expert Opinions” Popular Mechanics, September 2007

## Участие в научных обществах
- Планетарное общество — исполнительный директор и автор мирового обзора в Планетарном отчёте
- Sigma Xi[англ.]
- Американское общество астронавтики[англ.]
- член Американской ассоциации содействия развитию науки
- Американский институт аэронавтики и астронавтики[англ.] — член Конгресса, 1978-79 гг.